# Władysław Abraham
Władysław Abraham, celým jménem Władysław Henryk Franciszek Abraham (10. října 1860 Sambir – 15. října 1941 Lvov), byl polský historik, který se zabýval dějinami kanonického práva a polského práva.

## Život
Studoval na Jagellonské univerzitě v Krakově, kde v roce 1883 získal doktorát. Byl studentem Michała Bobrzyńského, Udalryka Heyzmanna a Stanisława Smolika. Po habilitaci z kanonického práva v roce 1886 se stal profesorem na Jagellonské univerzitě. Od roku 1888 působil jako docent na Univerzitě ve Lvově a v letech 1890 až 1939 jako řádný profesor. V letech 1899/1900 působil jako její rektor. V letech 1935 až 1939 působil také jako profesor na Katolické univerzitě v Lublinu. V roce 1902 byl aktivním členem Polské akademie věd. Za své akademické úspěchy (publikoval přibližně 250 prací) získal v roce 1930 čestné doktoráty Univerzity ve Vilniusu, v roce 1931 Univerzity v Lvově a v roce 1931 Univerzity v Poznani.

## Dílo (výběr)
- Początki prawa patronatu w Polsce, 1889
- Zjazd łęczycki w r. 1180, 1889
- Organizacja Kościoła w Polsce do połowy wieku XII, 1890 (die 3. Auflage von 1962 umfasst eine Bibliographie der Arbeiten von Władysław Abraham)
- Pojęcie i stanowisko kradzieży w prawie polskim, 1882
- O powstaniu dziesięciny swobodnej, 1891
- Sprawa Muskaty, 1893
- Pierwszy spór kościelno-politiczny w Polsce, 1895
- Powstanie organizacji Kościoła łacińskiego na Rusi, 1904
- Polska a chrzest Litwy, 1914
- Zawarcie małżeństwa w pierwotnym prawie polskim, 1925

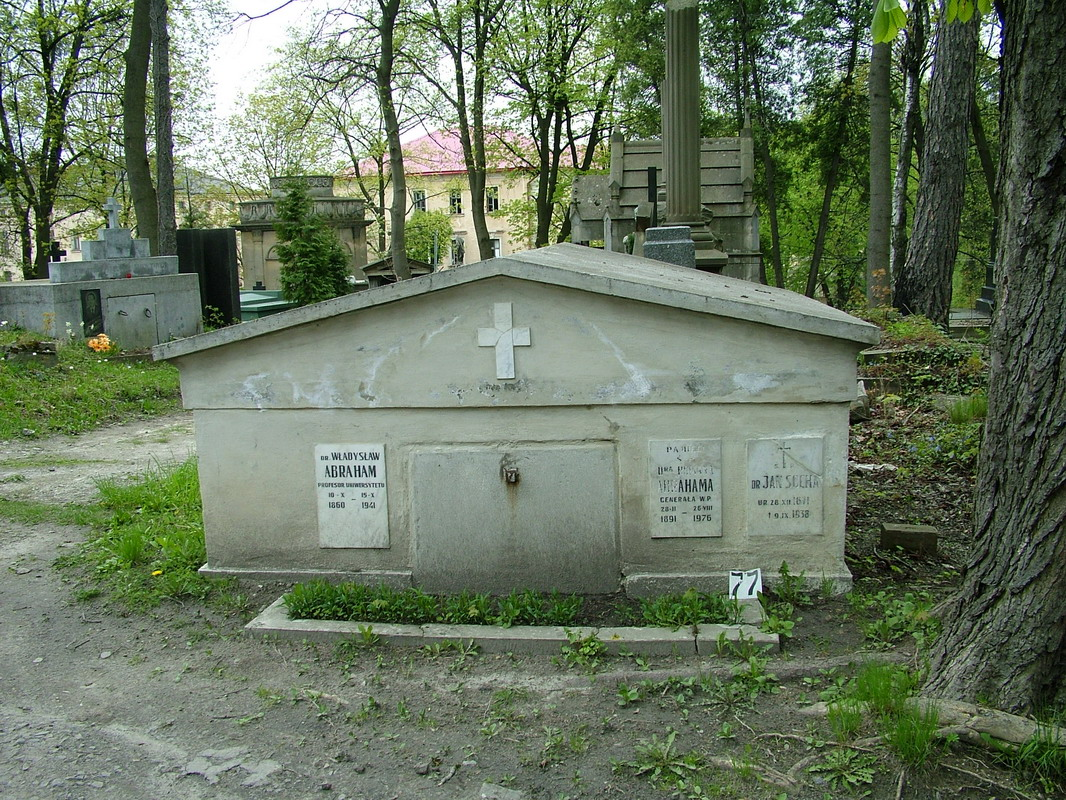
Hrob na Lyčakivském hřbitově